# Kirchgasse 3 (Herrenberg)

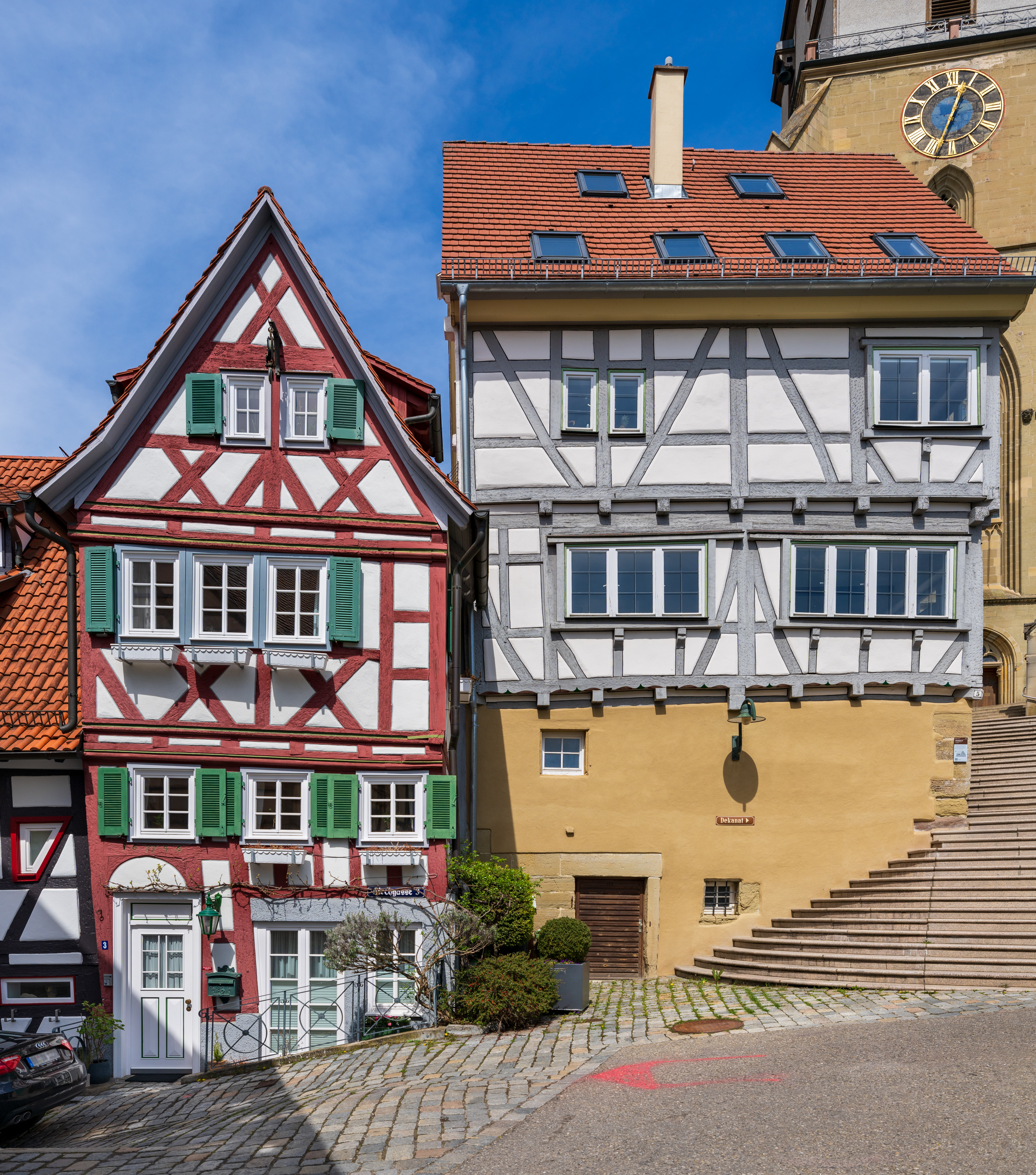
Fachwerkhäuser Kirchgasse 3 (links) und 5 (rechts)

Das Haus Kirchgasse 3 ist das älteste Handwerkerhaus in Herrenberg. Das Gebäude ist ein Kulturdenkmal gem. § 2 Denkmalschutzgesetz.

## Geschichte
Die Inschrift im Türsturz über dem Eingang bezeugt, dass das Haus im Jahr 1646, neun Jahre nach dem großen Stadtbrand, wieder errichtet wurde. Aus den Urkunden geht hervor, dass es von dem Strumpfwirker Peter Pfeffer, dessen Initialen die Jahreszahl der Erbauung umrahmen, gebaut wurde.
Das Gebäude liegt nahe der Stiftskirche Herrenberg, gegenüber dem Pfarrhaus und diente früher als Mesnerhaus, das zum Stift gehörte. 1961 wurde das Fachwerk freigelegt. 1973 und 1977 erfolgte eine Sanierung der Fassaden. Nach dem Denkmalpflegerischen Werteplan hat das gut überlieferte Mesnerhaus exemplarischen und dokumentarischen Wert als ein Gebäude mit geistlicher Sonderfunktion und zugleich als Zeugnis der Wiederaufbauzeit nach dem Stadtbrand von 1635. Es prägt in besonderer Weise den kleinräumlichen
Baublock im unmittelbaren Umfeld des Kirchhofs und ist deshalb als Kulturdenkmal eingestuft.
Das Fachwerkhaus wurde 1984 in einem unbewohnbaren Zustand von einem Berliner Ehepaar erworben und von April 1985 bis 10/1986 unter Aufsicht und Vorgaben der Denkmalbehörde und dem Landesdenkmalschutz kernsaniert. 2003 fand eine erneute Sanierung statt.

## Architektur
Es handelt sich um einen schmalen Fachwerkbau mit drei Geschossen, profilierten Schwellbalken und Andreaskreuzen. Das Gebäude hat ein Satteldach mit Schleppgaube.